# شيجيرو بان
شيجيرو بان (باليابانية: 坂茂) ولد سنة 1957 في طوكيو اليابان حصل على دبلوم الهندسة المعمارية من كلية كوبر يونيو في نيويورك عمل سنة 1982 لحساب مكتب الهندسة المعمارية أراتا يسوزاكي بطوكيو وفي سنة 1985 أقام مكتبه الخاص للهندسة المعمارية بطوكيو من 1995 إلى 2000 عمل مستشاراللمفوضية السامية للأمم المتحدة لشؤون اللاجئين في عام 1995 أنشأ منظمة شبكة المهندسين المتطوعين الغير الحكومية VANلآ وهي شبكة دولية للمهندسين المعماريين الذين ينخرطون في مشاريع إنسانية

## الجوائز
من 2000 إلى 2006 كان عضوا في لجنة تحكيم جائزة الهندسة المعمارية جائزة بريتزكربريتزكر السنوية التي تكرم المهندسين الذين لا يزالون على قيد الحياة منذ 1979 اما حاليا فهو مدرس في جامعة الفن والتصميم بطوكيو فاز بعدة جوائز منها:
- ميدالية فرنسا الكبرى من أكاديمية الهندسة المعمارية سنة 2004
- جائزة أرنولد دابليو برونر العالمية للهندسة المعمارية سنة 2005
- رتبة فرنسا للفنون والاداب سنة 2010
- جائزة أوغست بيري سنة 2011
- جائزة بريتزكر سنة 2014.[5]

## الأعمال
من أبرز انجازاته :
دار كورتن وال سنة ,1995 دار الورق سنة 1995, دار الأثاث سنة 1995, جناح اليابان في معرض هانوفر سنة 2000, مركز نيكولا جي حايك بطوكبو سنة 2007, مركز جورج بومبيدو ميتز سنة 2010. مبنى تاميديا سنة 2013.

## روابط خارجية
- شيجيرو بان على موقع الموسوعة البريطانية (الإنجليزية)
- شيجيرو بان على موقع مونزينجر (الألمانية)